# Schedocentrus spinosus
Schedocentrus spinosus är en insektsart som beskrevs av Max Beier 1960. Schedocentrus spinosus ingår i släktet Schedocentrus och familjen vårtbitare. Inga underarter finns listade i Catalogue of Life.